# Listen Up! The Official 2010 FIFA World Cup Album
Listen Up! The Official 2010 FIFA World Cup Album là một album tổng hợp với nhiều ca khúc của nhiều nghệ sĩ khác nhau ở châu Phi và trên toàn thế giới. Đây là album âm nhạc chính thức của Giải vô địch bóng đá thế giới 2010 ở Nam Phi và được phát hành vào ngày 31 tháng 5 năm 2010.

## Bối cảnh
Album bao gồm sự hợp tác giữa ca sĩ người Colombia, Shakira và Freshlyground, "Waka Waka (This Time for Africa)", Nomvula, Claudia Leitte, R. Kelly, Pitbull. Ca sĩ kiêm nhạc sĩ người Nhật Bản, Misia là nghệ sĩ châu Á đầu tiên tham gia vào phiên bản toàn cầu của album chính thức của Giải vô địch bóng đá thế giới. Giáo viên/nhà hoạt động/ca sĩ người Nam Phi Jpre đóng góp một bản cải tiến cho bài hát lịch sử của anh, "Ke Nako" cho album. Nelson Mandela được thu âm lần đầu và sử dụng làm bài hát "chủ đề" trong chiến dịch bầu cử của ông, ấn bản năm 2010 có sự góp mặt của Siêu sao Quốc tế Wyclef Jean, Ứng cử viên 5 lần được đề cử giải Grammy Jazmine Sullivan, và giới thiệu cảm giác mới B. Howard.
Tiền thu được từ album sẽ mang lại lợi ích cho "20 Trung tâm cho năm 2010" của FIFA, với mục đích đạt được sự thay đổi xã hội tích cực thông qua bóng đá bằng cách xây dựng 20 trung tâm bóng đá vì hy vọng cho sức khỏe cộng đồng, giáo dục và bóng đá trên khắp châu Phi cũng như các tổ chức từ thiện châu Phi khác.

## Đón nhận của giới phê bình
| Đánh giá chuyên môn | Đánh giá chuyên môn |
| Nguồn đánh giá      | Nguồn đánh giá      |
| Nguồn               | Đánh giá            |
| ------------------- | ------------------- |
| The Province        | (C-)                |

Nhà phê bình người Canada, Stuart Derdeyn từ The Province đã cho album điểm C- và nói "Thẻ đỏ vì sự tồi tệ.[...] Điều này dẫn đến nôn mửa do âm thanh chẳng hạn như" Waka Waka (This Time For Africa) của Shakira," có lẽ là bài hát chính thức ngu ngốc nhất cho bất kỳ sự kiện thể thao lớn nào. Ít nhất thì "bài quốc ca" chính thức - "Dấu hiệu chiến thắng" của R. Kelly và các ca sĩ tâm linh Soweto - cũng có thể nghe được phần nào." Talent Haus đã phản bác lại nhận xét của Derdeyn, nói rằng "Gọi một tác phẩm nghệ thuật từ một nền văn hóa khác là 'nôn mửa' là rất thiếu tôn trọng. Không cởi mở với các thể loại âm nhạc khác mà bạn không thích nghe ở quốc gia của bạn không có nghĩa là một bài hát sẽ không được thưởng thức trên toàn cầu và World Cup là một sự kiện rất toàn cầu."

## Danh sách các đĩa đơn
| Quốc tế | Quốc tế                                                                    | Quốc tế                                                                | Quốc tế    |
| STT     | Nhan đề                                                                    | Biểu diễn                                                              | Thời lượng |
| ------- | -------------------------------------------------------------------------- | ---------------------------------------------------------------------- | ---------- |
| 1.      | "Sign of a Victory" (The Official 2010 FIFA World Cup Anthem)              | R. Kelly hợp tác với Soweto Spiritual Singers                          | 4:13       |
| 2.      | "Waka Waka (This Time for Africa)" (The Official 2010 FIFA World Cup Song) | Shakira hợp tác với Freshlyground                                      | 3:22       |
| 3.      | "Viva Africa"                                                              | Nneka                                                                  | 3:31       |
| 4.      | "One Day"                                                                  | Matisyahu hợp tác với Nameless                                         | 3:28       |
| 5.      | "Shosholoza 2010"                                                          | Ternielle Nelson, Jason Hartman, Uju, Louise Carver, Aya và Deep Level | 3:42       |
| 6.      | "Ke Nako"                                                                  | B. Howard, Wyclef Jean, Jazmine Sullivan, J Pre                        | 4:04       |
| 7.      | "Move On Up"                                                               | Angélique Kidjo và John Legend                                         | 3:07       |
| 8.      | "Spirit of Freedom"                                                        | Uju và Judy Bailey                                                     | 3:53       |
| 9.      | "Game On" (The Official 2010 FIFA World Cup Mascot Song)                   | Pitbull, TKZee và Dario G                                              | 3:19       |
| 10.     | "Maware Maware"                                                            | Misia hợp tác với M2J và Francis Jocky                                 | 3:40       |
| 11.     | "As Máscaras" (South Africa '10 to Brasil '14)                             | Claudia Leitte và Lira                                                 | 3:11       |
| 12.     | "Hope" (với Nelson Mandela)                                                | Siphiwo hợp tác với Message of Hope from Nelson Mandela                | 3:50       |
| 13.     | "Oh Africa"                                                                | Akon hợp tác với Keri Hilson                                           | 3:21       |

| Bản nhạc bonus ở Mỹ Latinh và Tây Ban Nha | Bản nhạc bonus ở Mỹ Latinh và Tây Ban Nha                                   | Bản nhạc bonus ở Mỹ Latinh và Tây Ban Nha | Bản nhạc bonus ở Mỹ Latinh và Tây Ban Nha |
| STT                                       | Nhan đề                                                                     | Biểu diễn                                 | Thời lượng                                |
| ----------------------------------------- | --------------------------------------------------------------------------- | ----------------------------------------- | ----------------------------------------- |
| 14.                                       | "Gol De Mi Corazón"                                                         | Doctor Krápula                            | 3:08                                      |
| 15.                                       | "Waka Waka (Esto Es África)" (Canción Oficial de La Copa Mundial FIFA 2010) | Shakira hợp tác với Freshlyground         | 3:22                                      |

| Bản nhạc bonus ở Nam Phi | Bản nhạc bonus ở Nam Phi                                                                  | Bản nhạc bonus ở Nam Phi          | Bản nhạc bonus ở Nam Phi |
| STT                      | Nhan đề                                                                                   | Performer(s)                      | Thời lượng               |
| ------------------------ | ----------------------------------------------------------------------------------------- | --------------------------------- | ------------------------ |
| 13.                      | "Nkosi Sikelel' Iafrika"                                                                  | Soweto String Quartet             |                          |
| 14.                      | "Waka Waka (This Time for Africa) (Afro Fab mix)" (The Official 2010 FIFA World Cup Song) | Shakira hợp tác với Freshlyground | 3:22                     |

| Bản nhạc bonus ở châu Á | Bản nhạc bonus ở châu Á | Bản nhạc bonus ở châu Á | Bản nhạc bonus ở châu Á |
| STT                     | Nhan đề                 | Biểu diễn               | Thời lượng              |
| ----------------------- | ----------------------- | ----------------------- | ----------------------- |
| 13.                     | "No. 1"                 | 2AM                     | 3:18                    |
| 14.                     | "Roka Roka"             | Shine                   |                         |

| Các bản nhạc bonus khác | Các bản nhạc bonus khác                | Các bản nhạc bonus khác | Các bản nhạc bonus khác |
| STT                     | Nhan đề                                | Biểu diễn               | Thời lượng              |
| ----------------------- | -------------------------------------- | ----------------------- | ----------------------- |
| 14.                     | "Grito Mundial (Daddy Yankee Mundial)" | Daddy Yankee            | 3:04                    |

## Xếp hạng
| Xếp hạng (2010)                    | Vị trí cao nhất |
| ---------------------------------- | --------------- |
| Austria Albums Chart               | 8               |
| European Top 100 Albums            | 51              |
| German Albums Chart                | 15              |
| Mexican Albums Chart               | 6               |
| Mexican International Albums Chart | 3               |
| Swiss Albums Chart                 | 8               |
| U.S. Billboard Top Soundtracks     | 18              |
| U.S. Billboard World Album Chart   | 1               |

| Xếp hạng (2010)      | Vị trí |
| -------------------- | ------ |
| Mexican Albums Chart | 82     |

## Lịch sử phát hành
| Khu vực       | Thời gian           | Định dạng                      | Label                    |
| ------------- | ------------------- | ------------------------------ | ------------------------ |
| Toàn thế giới | 31 tháng 5 năm 2010 | Standard edition (CD, digital) | Sony Music Entertainment |
| Canada        | 1 tháng 6 năm 2010  | CD Album                       | Sony Music Entertainment |
| Pháp          | 7 tháng 6 năm 2010  | CD Album                       | Sony Music Entertainment |
| Nhật Bản      | 9 tháng 6 năm 2010  | CD Album                       | Sony Music Entertainment |